# Синдикат
Синдикат је правно лице којим се, за разлику од корпорације, управља у складу са демократским принципима (према правилу — један члан, један глас). То је организација запослених радника основана са циљем да преговара са послодавцем и избори бољи статус и заштиту права запослених, односно да унапреди животни стандард радника.
У последњих 300 година, синдикати су се развили у више форми — под утицајем различитих економских и политичких дешавања из окружења у којем делују. Иако начини рада и деловања синдиката нису исти, они углавном укључују:
- Обезбеђивање разних погодности за чланове: У развијеним земљама синдикати обезбеђују погодности за чланове кроз обезбеђивање правне помоћи, пружање савета у вези са едукацијом, заштитом на раду, заступање у споровима против послодавца итд.

- Колективно преговарање: Врло важан сегмент деловања синдиката, када синдикати преговарају са послодавцем у циљу дефинисања односа између радника и послодавца.

- Индустријске акције: Синдикати могу организовати штрајк или протест у циљу испуњења својих захтева.

- Политичку активност: Синдикати могу промовисати законска решења која одговарају члановима синдиката кроз лобирање, подршку одређеним политичким партијама и кандидатима, анкетирање грађана итд.

## Историја
У време индустријске револуције, крајем деветнаестог и почетком двадесетог века, јавила се потреба за организовањем радника у циљу побољшања услова рада и повећања зарада. Први скупови радника, организовани углавном у Уједињеном Краљевству и земљама западне Европе, били су организовани спонтано и они су били основа за стварање синдиката.